# Nacionalna biodiverzitetska mreža
Nacionalna biodiverzitetska mreža (UK) (engl. National Biodiversity Network, NBN) kolaborativno je preduzeće osnovano 2000. godine u Ujedinjenom Kraljevstvu koje ima za cilj da se informacije o biodiverzitetu učinite dostupnim putem različitih medija, uključujući internet putem NBN atlasa, koji je veb stranica za pretragu NBN podataka.

## Spoljašnje veze
- Zvanični veb-sajt
- NBN Atlas (data)
- View the NBN Strategy 2015 -2020
- Association of Local Environmental Records Centres - for more information on Local (Biological) Records Centres
- National Forum for Biological Recording